# Liste der Baudenkmäler in Coburg/Festungshof

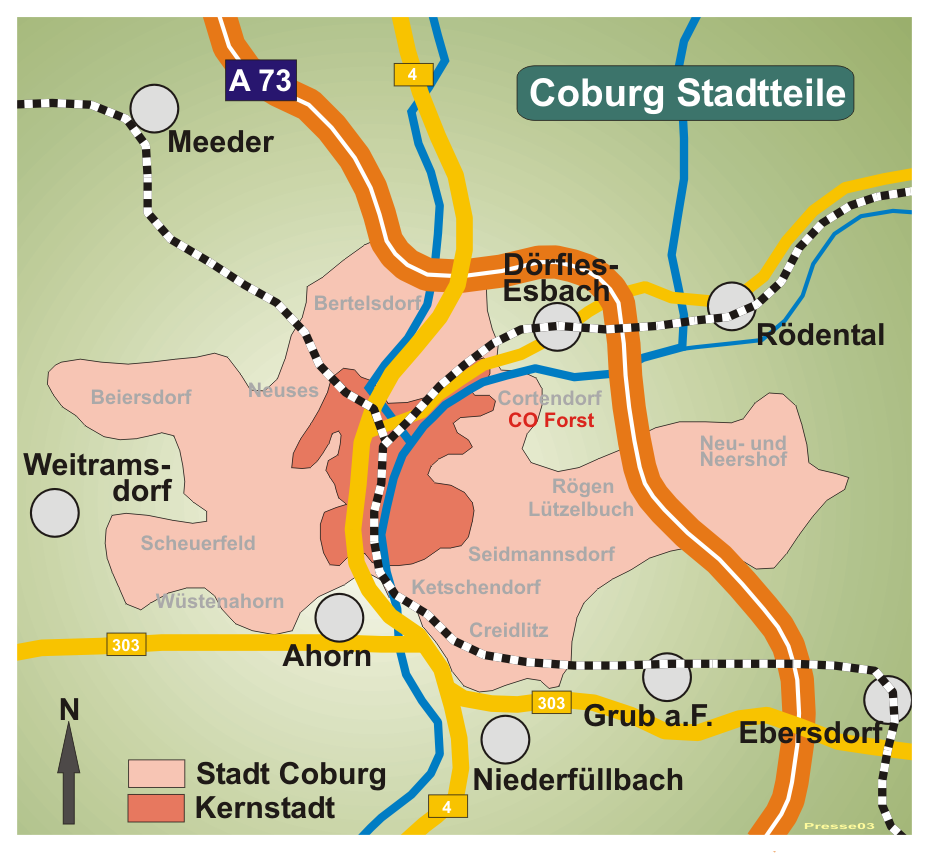
Coburg Stadtteil Coburg Forst

Der Coburger Stadtteil Festungshof liegt östlich der Kernstadt.

## Festungshof
| Adresse Bezeichnung Akten-Nr.                             | Beschreibung | Foto                     |
| --------------------------------------------------------- | --- | ------------------------ |
| Festungshof (Standort) Quellfassung D-4-63-000-901        | Die gefasste Quelle mit Brunnenhaus liegt am Rögnersberg im Wald, tiefer als der Herzogsweg in Verlängerung des Gebäudes Festungshof 2 in etwa 160 Meter Entfernung. Die gefasste Quelle wurde von 1590 bis 1599 errichtet. Der Zugang zum 60 Meter tiefen Gewölbestollen wird durch ein Brunnenhaus aus Sandsteinquadern gesichert. Über der stichbogigen Holztür befindet sich ein rundes Wappenrelief, das aus der Zeit um 1590 stammt. Darauf sind der sächsische Rautenkranz und ein goldener Löwe als Sinnbild für das Fürstentum Coburg zu erkennen, daneben ein doppelschwänziger Löwe für Jülich sowie ein Lilienszepterkreuz, das Kleve versinnbildlicht. Die Umrahmung des Wappens stellt den dänischen Elefanten-Orden am Band dar. Nach Stephan Nöth stellt dieses Wappen den Anspruch des Herzogs Albrecht von Sachsen-Coburg, der ein Träger des Elefantenordens war, auf Jülich-Kleve-Berg dar (siehe Jülich-Klevischer Erbfolgestreit). | Brunnenstube Festungshof |
| Festungshof 1 (Standort) Hotel Festungshof D-4-63-000-900 | Das Gebäude wurde 1910 von Witt & Bischoff aus Berlin im historisierenden Stil erbaut und bis März 2012 als das Hotel Festungshof genutzt. Es ist ein Halbwalmdachbau mit Querbau und Treppenturm. 1925 führte Firma Brockardt eine Saaltrakterweiterung durch und errichtete zusätzlich eine Holzlaube und einen Pavillon. Auf dem Areal soll schon etwa Mitte des 14. Jahrhunderts eine Einsiedelei bestanden haben, für die es einen Eintrag auf der Geleitstraßenkarte Coburg–Kulmbach von 1562 gibt. Im Dreißigjährigen Krieg wurde das Gelände abgeräumt. Man vermutet, dass danach eine Domänenhof neu errichtet wurde. Für den Neubau eines Schäferhauses für das Kammergut Festungshof im Jahr 1762 gibt es einen Nachweis. Nachdem das Architekturbüro 1909 einen Hotelneubau geplant hatte, wurde hierfür das Gut komplett abgerissen. Die Lage des Hotels in bewaldeter Umgebung bot einen Blick auf die Stadt Coburg wie auch auf die Veste. Östlich schlossen an das Gebäude ein schattiger Biergarten und ein Musikpavillon an. Das Gebäude selbst besitzt gotisierende Polygonalerker mit leicht geschwungenen, spitz pyramidalen Dächern und gotisierende Rechteckfenster. Es ist zweieinhalbgeschossig und besitzt ein hoch aufragendes Halbwalmdach. Am Eingang befindet sich auf Säulen mit Rundbögen ein Zwerchhausrisalit mit drei Achsen. Im zweiten Obergeschoss des Risalits befindet sich ein palladianisches Fenstermotiv. Hinter dem Haupthaus erstreckt sich der Gästezimmertrakt als niedrigerer Nebenflügel. | Hotel Festungshof 1      |